# ジェシー・ディラン
ジェシー・ディラン（Jesse Dylan、1966年1月6日 - ）は、アメリカ合衆国の映画監督。父はミュージシャンのボブ・ディラン。
2008年に監督兼エグゼクティブ・プロデューサーとして参加したウィル・アイ・アムのミュージック・ビデオ「Yes We Can」は、芸能部門の「新たな取り組み」としてデイタイム・エミー賞を受賞した。

## 作品
- ペナルティ・パパ
- アメリカン・パイ3:ウェディング大作戦
- ビー・バッド・ボーイズ